# The Real Thing
The Real Thing és una obra de Tom Stoppard que es va interpretar per primera vegada el 1982. L'obra se centra en la relació entre Henry i Annie, una actriu i membre d'un grup que lluitava per alliberar Brodie, un soldat escocès empresonat per cremar una corona memorial durant un protesta.
The Real Thing examina la naturalesa de l'honestedat i utilitza diversos conceptes, entre ells una obra dins una obra, per explorar el tema de la realitat versus l'aparició. Ha estat descrita com "una de les obres de teatre més populars, duradores i autobiogràfiques de Stoppard."

## Personatges
- Max: actor masculí en la quarantena que comença l'obra casat amb Annie. Actua en la nova obra de Henry, House of Cards.
- Charlotte: actriu femenina de 35 anys que comença l'obra casada amb Henry. Apareix davant de Max a House of Cards.
- Henry: dramaturg en la quarantena que, al començament de l'obra, està casat amb Charlotte i té una aventura amb Annie. Tots dos creuen en l'amor i, tot i així, s'hi apropen amb cinisme.
- Annie: una actriu femenina en la trentena que comença l'obra casada amb Max. Ha tingut una aventura continuada amb Henry mentre també treballa com a activista per a Brodie, un soldat que va ser arrestat i empresonat per calar foc a una corona al Cenotafi de Londres.
- Billy: un jove actor de 22 anys que interpreta el giovanni d'Annabella amb Annie a 'Tis Pity She's a Whore . Mostra obertament interès romàntic per Annie.
- Debbie: filla de Charlotte i Henry de 17 anys, que tot i així passa molt poc temps amb ells.
- Brodie: soldat de 25 anys empresonat per incendiar la corona al Cenotafi. Annie el pren com a causa.[2]

## Sinopsi
Acció: Londres el 1982

### Acte I
En la primera escena, Max acusa d'adulteri a la seva distant i viatgera dona Charlotte. Molesta, se'n va.
A la segona escena, sembla que la personalitat de Charlotte ha canviat i ara està casada amb un dramaturg anomenat Henry. El públic s'adona poc a poc que Charlotte és una actriu, i la primera escena va ser la seva actuació en una obra que Henry, el seu marit, va escriure. A l'obra, el personatge de Max és interpretat pel marit d'una parella casada amics de Henry i Charlotte, també anomenat Max. L'escena revela que Charlotte no està satisfeta amb l'obra. Ella creu que Henry dona un desenvolupament limitat al lideratge femení per tal de mostrar el seu enginy a través de les línies de plom masculí.
Max i la seva dona Annie fan una visita social amb Charlotte i Henry. Sense el benefici del diàleg de Henry, el Max de la vida real sembla superficial. Per contra, la seva dona Annie és, segons el guió, "molt com la dona que Charlotte ha deixat de ser". Annie és un activista devota en nom d'un soldat empresonat, Brodie, que ha estat detingut per incendiar la corona a la Tomba del Soldat Desconegut. En Henry es burla d'ella com una innocent sentimental, ofentnt Max. Però quan Annie i Henry es queden sols, l'escena revela que la seva lluita també era una actuació: tenen una aventura i ella accepta trobar-se amb ell més endavant amb el pretext de visitar Brodie a la presó.
Max descobreix l'aventura i Annie ho deixa estar amb Henry. Aviat, Henry es redueix a escriure guions de televisió per tal de pagar pensió a Charlotte. Ell lluita per escriure una obra de teatre sobre el seu amor per Annie, però és difícil trobar el llenguatge adequat per expressar una emoció sincera: pot vocalitzar els seus sentiments, però té dificultats per expressar-los amb honestedat per escrit.

### Acte II
Dos anys més tard, l'obra de Henry sobre Annie continua sense escriure's. Annie li demana que escrigui per encàrrec una obra del presoner Brodie, a qui continua visitant. La política anarquista de Brodie, l'anti-intel·lectualisme i la manca d'habilitat literària són l'antítesi de tot allò que Henry valora. Annie descarta el malestar de Henry i afirma que el que importa és la passió que hi ha darrere de l'escriptura. Henry defensa la importància de la bellesa en el llenguatge i l'habilitat en l'escriptura mitjançant una analogia amb un bat de cricket: una bona escriptura és com colpejar una pilota amb un bat de cricket (és a dir, una cosa que ha estat dissenyada amb cura per colpejar pilotes de la millor manera possible); una mala escriptura és com colpejar-la amb una planxa de fusta (és a dir, una cosa que té la mateixa composició que un bat de cricket i té certa semblança, però en última instància és aleatòria i inferior). Henry acusa Annie de sentir-se atreta per Brodie i immediatament s'adona del seu error.
Quan Annie prepara la producció de Tis Pity She's a Whore a Glasgow, ha d'estar lluny de Henry una estona i Henry visita Charlotte i la seva filla Debbie. L'adolescent Debbie declara que la monogàmia és una cosa del passat, una forma de colonització. Henry corregeix suaument la noia del seu propi vici de fer frases intel·ligents pel seu propi bé, però el traeix el seu cinismet. Per la seva banda, Charlotte admet diversos afers durant el seu matrimoni i li diu que la seva aventura amb Annie només va causar problemes perquè la van tractar romànticament en lloc de font de diversió.
Henry torna a casa amb un frenesí de gelosia i registra el seu apartament amb l'Annie a la recerca de proves d'infidelitat. El seu enfrontament amb Annie es fa ressò de l'escena de l'obra que va escriure i que va ser interpretada al primer acte de The Real Thing, però Annie té més a dir del que la seva dona imaginària. Ella admet que té una relació emocional amb la seva jove co-estrella Billy, tot i que afirma que no és física; però ella es nega a renunciar a Billy o abandonar Henry: ambdós romanços tenen una reivindicació moral sobre ella, i Henry ho ha d'acceptar. Amb dolor, ho fa. La seva relació amb Billy sembla que s'acaba, però hi ha una distància notable entre ella i Henry.
Afegint tensió a la ja difícil relació entre Henry i Annie, Brodie és alliberat de la presó i els visita. Resulta ser un premi més gran, amb total'arrogància i l'elitisme de Henry, però res de l'eloqüència del dramaturg. És molt crític amb el treball de Henry en la seva obra de televisió i fa diversos comentaris curiosos sobre Annie. Es revela que la croada d'Annie per alliberar Brodie no s'havia basat en una creença en la justícia de la seva causa, sinó que és un sentiment de culpabilitat per la intenció de Brodie de cometre el seu delicte, que era impressionar-la. Al final, Annie llança Brodie fora de casa i es restableix la pau entre ella i Henry. L'obra finalitza amb una trucada telefònica de Max, que li diu a Henry que ell està recentment compromès.

## Elements autobiogràfics
Hi ha diversos paral·lelismes entre Stoppard i el seu personatge principal: tots dos són dramaturgs de mitjana edat coneguts pel seu ús exacte del llenguatge; tots dos expressen dubtes sobre el marxisme i la política d'esquerra i tots dos treballen fora del teatre per mantenir els seus estils de vida còmodes i pagar pensió a les seves exdones. Amb aquestes similituds establertes, només és un petit pas comparar la situació de ficció de Henry amb la del seu creador: ambdós homes s'adopten amb l'esposa d'un altre home i troben la felicitat, mantenint una forta relació amb els fills. En el cas de Stoppard, aquesta relació es veu reforçada per la seva relació amb Felicity Kendal, l'actriu que va interpretar a Annie en la posada en escena original, tot i que, segons constata Stoppard, va desenvolupar la seva trama abans que Kendal prengués el paper.

## Recepció
Michael Billington va llistar The Real Thing com una de les 101 obres més grans escrites mai.

## Premis
- 1982 Premi Evening Standard a la millor obra
- 1984 Drama Desk Award for Outstanding New Play
- 1984 Premi New York Drama Critics' Circle a la millor obra
- 1984 Premi Tony a la millor obra
- 2000 Drama Desk Award for Outstanding Revival of a Play
- 2000 Premi Toni a la millor reestrena d'una obra